# Abipones

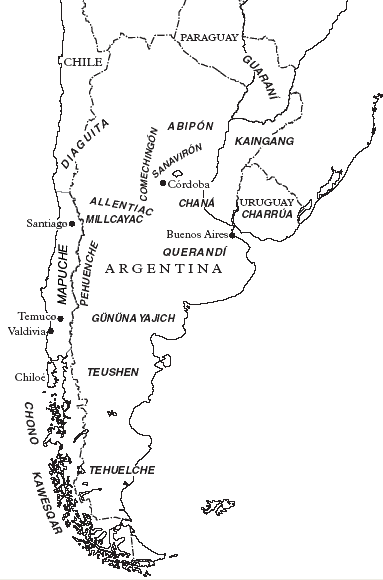
Distribuição aproximada das línguas no extremo meridional da América do Sul na Era dos Descobrimentos.

Os abipones (em castelhano:  abipones, singular abipón) foram uma nação indígena da região do Gran Chaco, na Argentina. Pertenciam à família linguística guaicurus. Eles deixaram de existir como um grupo étnico independente no início do século XIX. Um pequeno número de sobreviventes estão assimilados à sociedade argentina.

## História
Os abipones originalmente ocuparam a região do Gran Chaco na Argentina, no trecho inferior do rio Bermejo. Eram originalmente um povo sazonalmente móveis de caçadores-coletores, pescadores e agricultores em um território de extensão limitada.
Em 1641 os abipones já conheciam o cavalo, trazido pelo colonizador espanhol e abandonaram a agricultura para se dedicarem à criação de gado e cavalos. Nesse tempo, eles ainda viviam ao norte do rio Bermejo. Tornaram-se temidos por seus vizinhos e pelos fazendeiros espanhóis, e até mesmo ameaçavam as principais cidades da região.
É provável que foram forçados a estabelecerem-se mais ao sul de seu território original pelos colonizadores espanhóis e por outras tribos nativas, como os tobas. Finalmente concentraram-se no território argentino situado entre Santa Fé e Santiago del Estero, entre o rio Bermejo, a norte, e o rio Salado, a sul.
Antes da introdução do cavalo na região, eles subsistiam da caça, pesca, coleta de alimentos e apenas uma quantidade limitada de agricultura. Com a cavalo, veio uma mudança regional e, em especial, na maneira abipone de sobreviver. Eles se afastaram da agricultura e se tornaram caçadores montados, de gado selvagem, ema, guanaco, cervo e queixada. Os cavalos também facilitaram suas incursões a fazendas espanholas e até mesmo a cidades de Assunção e Corrientes.
A partir de 1710 uma forte presença militar espanhola na região começou gradualmente a impor sua autoridade sobre os abipones. Em 1750 criaram-se missões jesuíticas entre eles (principalmente por Martin Dobrizhoffer, que atuou por dezoito anos como missionário no Paraguai), e eles foram cristianizados e forçados a tornarem-se sedentários. As missões tinham constantes atritos com os colonos espanhóis, e muitas vezes eram invadidas pelos tobas e pelos moobobis, outra tribo guerreira.
Por volta de 1768 mais da metade da população dos abipones tinha sucumbido a doenças e seu número não passava de 5.000. A expulsão dos jesuítas pelos espanhóis naquele ano foi fatal para os abipones. Quando eles tentaram retomar o seu antigo estilo de vida, encontraram suas terras tradicionais ocupadas por colonos e outras nações. Os tobas e os moobobis, auxiliados pelas doenças, destruíram-nos como uma nação no decorrer de menos de meio século. Os sobreviventes foram assimilados pela população argentina. Eles aprenderam a falar espanhol, e abandonaram seus antigos costumes.
Acredita-se que o último falante do abipón morreu no século XIX.

## Aparência e costumes
Segundo Martin Dobrizhoffer, que viveu entre eles por um período de sete anos, os abipones eram pessoas de boa aparência, com olhos negros, nariz aquilino, e cabelos pretos espessos. Possuíam a maioria dos costumes dos guaicurus, incluindo o resguardo. Raspavam os cabelos da testa até o alto da cabeça, como uma marca tribal. Os rostos, peitos e braços das mulheres eram tatuadas com figuras negras de formas variadas, e os lábios e as orelhas de ambos os sexos eram perfuradas. Os homens eram bravos combatentes, e sua arma principal era o arco e a lança. Mesmo as mulheres abipones eram tidas como agressivas e detinham um considerável poder nos ritos religiosos de seu povo. Nas batalhas, os abipones usavam uma armadura feita de pele de anta sobre a qual a pele de uma onça era costurada.
Os abipones eram bons nadadores e cavaleiros. Durante os cinco meses da época de cheias dos rios, viviam em ilhas ou mesmo em abrigos construídos nas árvores.
Os abipones raramente casavam antes dos trinta anos, e eram singularmente castos. Charles Darwin relatou que: "Com os abipones, quando um homem escolhe uma mulher, ele negocia com os pais o preço dela. Mas frequentemente acontece que a menina rescinde o que foi acordado entre os pais e o noivo, obstinadamente, rejeitando a simples menção do casamento. Muitas vezes ela foge e esconde-se, e assim ilude o noivo."" O infanticídio era sistemático, nunca mais do que duas crianças eram criadas em uma família. As crianças eram amamentadas por dois anos.